# Meromiosina
La meromiosina és una unitat proteica que forma part de la miosina - una de les proteïnes motrius més importants de les cèl·lules musculars que quan interacciona amb l'actina, formant el complex actomiosina, dona lloc a la contracció muscular. A més, la miosina és el component principal dels filaments del múscul cardíac i constitueix aproximadament el 30% del total de proteïna miofibril·lar. Està constituïda per dos fragments, la meromiosina pesant (HMM, “heavy meromyosin”) de 340kDa de pes molecular i la meromiosina lleugera (LMM, “light meromyosin”) de 140kDa.

## Estructura

Fragmentació de la miosina (HMM i LMM)

La LMM és una doble cadena alfa helicoidal de 850 que correspon a la part llarga i recta de la cua. La HMM es troba a continuació de la LMM i és un fragment curt que acaba amb dos caps globulars. Cadascun d'aquests caps consta d'una còpia de les cadenes lleugeres i de 850 aminoàcids amino terminals d'una de les dues cadenes pesants. Aquests caps globulars són difícils de visualitzar per separat i per això es veuen com una sola unitat fent que la miosina adopti la forma d'una cadena llarga amb un sol cap inclinat. L'hèlix alfa no modifica la seva disposició però els estabilitza.

Perfil estructural de la miosina

Experimentalment s'ha vist que el tractament de la miosina amb tripsina permet obtenir els dos fragments: la HMM que no forma filaments i la LMM que sí que en forma. A més, si la HMM es tracta amb papaïna procedent dels melons tropicals, es poden diferenciar dos subfragments: els caps globulars (S1) i el fragment S2.

## Funció
Pel que fa a la seva funció, se sap que la LMM té una funció reguladora, no se li atribueix una activitat ATPasa i, per tant, no es combina amb l'actina. En canvi, la HMM assumeix tota la funció ATPasa de la miosina. És per això que s'uneix a l'actina permetent la hidròlisi de l'ATP i aportant, així, energia per a la contracció muscular. Concretament, les unitats S1 són les que tenen el centre d'unió a l'actina, les que disposen de regions d'unió a l'ATP i les responsables de la força motriu de l'actina.
ATP → ADP + Pi [hidròlisi de l'ATP]
La unió de l'ATP al complex ATPasa dels S1 permet la dissociació de la HMM; és a dir, provoca una disminució de l'afinitat de la HMM per l'actina. A continuació, es recupera l'afinitat a conseqüència de la hidròlisi de l'ATP, per la qual cosa la miosina s'uneix a l'actina però en una posició situada més endavant. Finalment, l'energia obtinguda en la hidròlisi facilita el moviment del filament d'actina i, per tant, la contracció muscular. En un moviment continu del múscul aquest procés té lloc de forma cíclica i requereix, sempre, la presència d'ATP a les cèl·lules musculars.

## Malalties relacionades
La cardiopatia hipertròfica (HCM) és una malaltia hereditària autosòmica dominant i és causada per una mutació en el sarcòmer 9 del gen que codifica la miosina. Concretament, està situada entre els exons 3 i 23 del gen. Normalment la part que més es troba afectada en aquests tipus de mutacions és la β-cadena pesant de la meromiosina (βMyH7), la qual predomina en el múscul ventricular dels adults. Recents estudis confirmen que la mutació afecta el coll (S2) i els cap globulars (S1), fet que provoca una ineficiència considerable en la seva funció motora. És per això que les principals conseqüències associades a aquesta malaltia són causades per la mala contracció del múscul cardíac i donen lloc a patir arrítmia i insuficiència cardíaca o la mort sobtada, entre d'altres.